# Walter Hartmann
Walter Hartmann född 23 juli 1891 i Mülheim an der Ruhr mellan Essen och Duisburg i Ruhrområdet och död 11 mars 1977 i Hameln cirka 50 km sydväst om Hannover var en tysk militär. Walter Hartmann befordrades till generalmajor i oktober 1941 och till general i artilleriet i maj 1944. Han erhöll Riddarkorset av järnkorset med eklöv och svärd i mars 1945. Efter kriget var Walter Hartmann i amerikansk krigsfångenskap från maj 1945 till juni 1947.

## Militär karriär
- befälhavare för 24. artilleriregementet oktober 1937 - november 1940
- artillerichef i LII. armékåren november 1940 – juli 1941
- på sjukhus (förlorade vänster arm och ben) juli 1941 – maj 1942
- befälhavare för specialdivision 407 maj – september 1942
- befälhavare för 390. fältövningsdivisionen september 1942 – april 1943
- befälhavare för 87. infanteridivisionen april – november 1943
- till överbefälhavarens förfogande november 1943 - februari 1944
- befälhavare för I. armékåren februari - mars 1944
- befälhavare för XLIX. bergskåren maj - september 1944
- befälhavare för VIII. armékåren september 1944 - mars 1945
- befälhavare för XXIV. pansarkåren april - maj 1945